# 누야 와 시집 안 가노
"누야 와 시집 안 가노"는 한국에서 제작된 정승문 감독의 1970년 영화이다. 하명중 등이 주연으로 출연하였고 강대진 등이 제작에 참여하였다.

## 배역
- 하명중
- 윤정희
- 황정순

## 수상
- 제1회 무등영화상
  - 작품상
  - 여우주연상 - 윤정희

## 기타
- 원작자: 유호선
- 조명: 정원조
- 미술: 김성배